# Fekete Anna
Fekete Anna (Komárom, 1988. –) magyar mozgássérült költőnő.

## Életpályája
1988-ban született Komáromban. A középiskolát Budapesten végezte. Jelenleg Brazíliában él.

### Munkássága
Első kötete 2015 júniusában a FISZ-nél látott napvilágot Oda-vissza címmel. Versei a Mozgó Világban, az Opusban, a Magyar Naplóban, az Új Nautilusban, a Tiszatájban, az Irodalmi Szemlében, a Szőrös Kőben a Holmiban, a Napútban, az Esőben és az Irodalmi Centrifugában valamint a Kulter.hu oldalain jelentek meg.

## Művei
- Oda-vissza (2015)

## Díjai
- Makói Medáliák (2016)